# Sequoia (Tower)

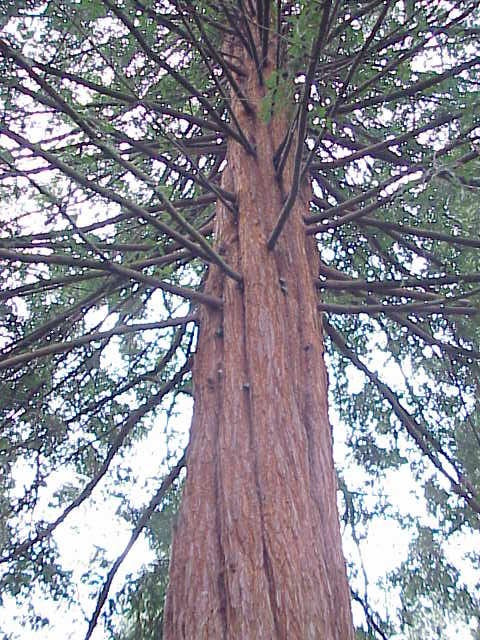
Sequoia

Sequoia is een compositie van Joan Tower voor orkest uit 1981.
De compositie vindt haar oorsprong in de bewondering die Tower heeft voor deze boom. Zij heeft de boom als geheel willen vertalen naar muziek. Zij zag deze boom als onwrikbaar (vaste plaats), maar ook als elegant (lange staken die meewaaien in de wind) en een schitterend (reflecterend) bladerdek, dat ook nog eens bestaat uit dunne blaadjes. De stevigheid van de boom heeft zij weergegeven door clusters van koperblaasinstrumenten en slagwerk, terwijl het iele van de boom en de bladeren wordt weergegeven door de houten blaasinstrumenten met strijkers. Vooral de toepassing van de houten blaasinstrumenten geven het beeld van altijd beweeglijke en reflecterende blaadjes (en daarmee ook schaduw) goed weer. De wortels van de boom en compositie wordt weergegeven door een massief akkoord in het begin van het werk.
Sequoia is een draaipunt in het compositieleven van deze componiste. Voor 1981 schreef zij vooral muziek voor solo-instrumenten en kleine ensembles en moest zij vooral leven van de inkomsten die zij verkreeg via het pianospelen. Dit is haar eerste werk voor orkest en het kreeg een zegetocht, vooral binnen de Verenigde Staten. Toen het destijds op de lessenaar kwam, was het er moeilijk af te krijgen. Nadat de eerste uitvoeringen achter de rug waren, kreeg Tower zoveel verzoeken om composities, dat zij de nadruk van haar werkzaamheden naar compositie moest verplaatsen.
De compositie van circa 16 minuten is in opdracht geschreven van het America Composers Orchestra. Toen Leonard Slatkin het werk uitvoerde met het Saint Louis Symphony Orchestra was hij zo enthousiast, dat hij haar vroeg huiscomponist te worden van het orkest.